# Thailand Route 21

Straßenschild: „Highway 21“

Die Thailand Route 21 (Thai: ถนนคชเสนีย์, auch: Khotchaseni Road; Deutsch: Nationalstraße Nr. 21, im englischen Sprachgebrauch: Highway 21) ist eine Schnellstraße in Thailand. 

## Straßenverlauf

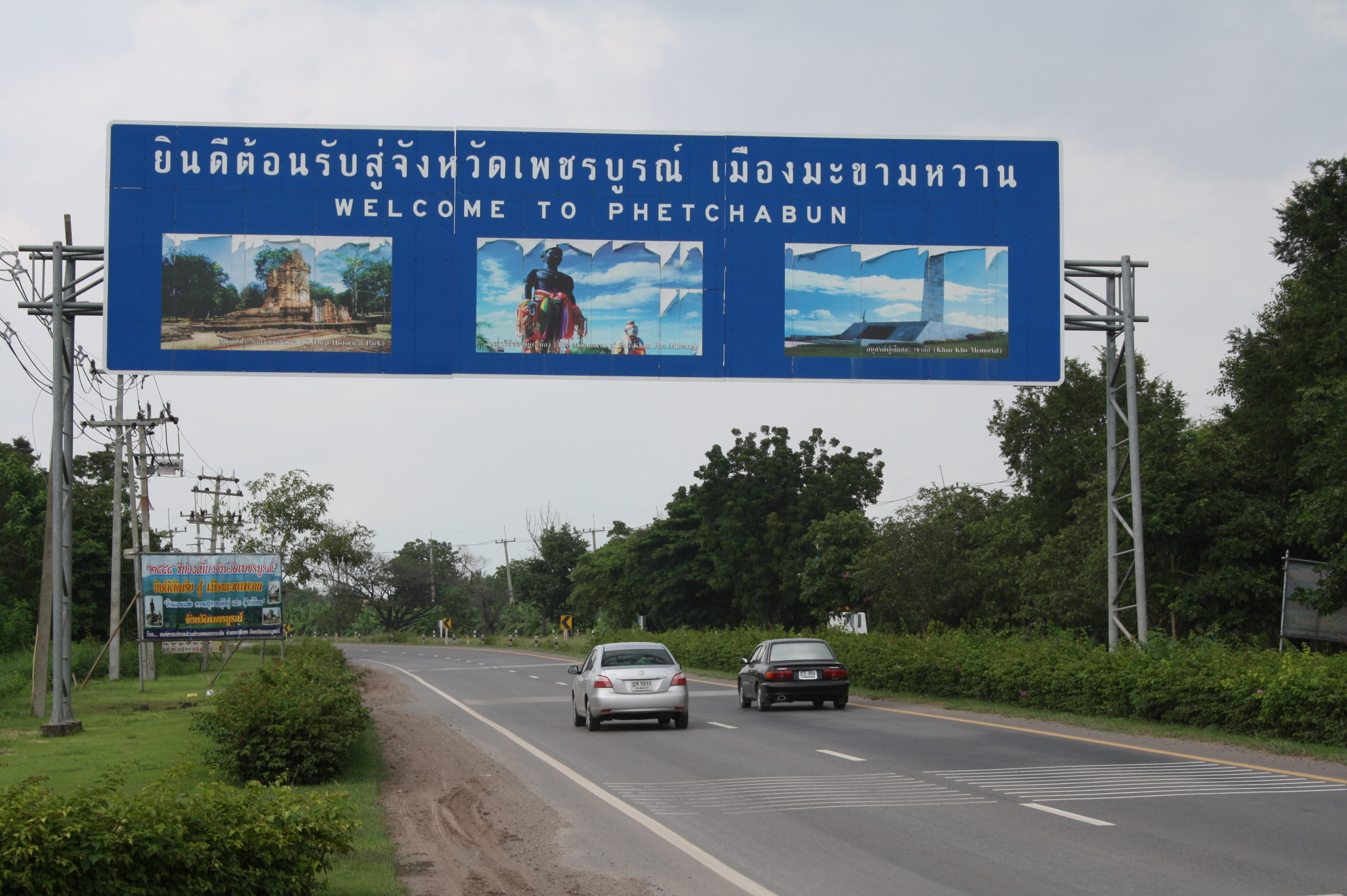
Route 21, Einfahrt aus Provinz Lop Buri in Provinz Phetchabun

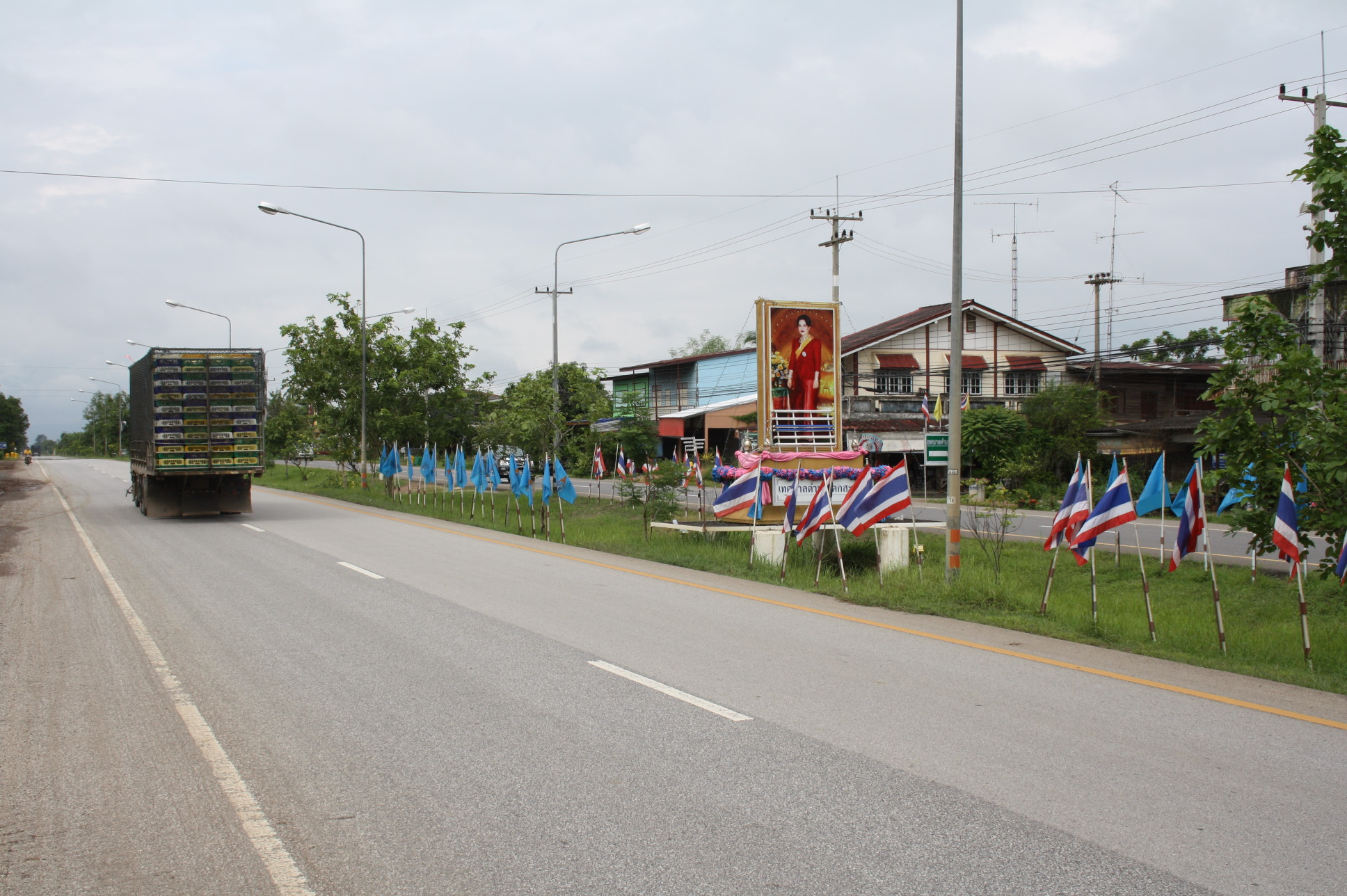
Route 21, Richtung Norden, Ban Khok Sa-at, Provinz Phetchabun

Thailand Route 21 wurde seit Beginn des 21. Jahrhunderts zur vierspurigen Schnellstraße ausgebaut. Man wollte dadurch die Provinz Phetchabun besser an Bangkok und Zentralthailand anbinden.
Die Nationalstraße Nr. 21 beginnt im Landkreis Chaloem Phra Kiat der Provinz Saraburi. 12 km nördlich der Stadt Saraburi zweigt sie von der Thanon Phahonyothin (Route 1) ab. Sie durchquert in nördlicher Richtung die Provinz Lop Buri. In der anschließenden Provinz Phetchabun verläuft sie durch das Tal des Pa Sak nahezu parallel zum Fluss, zwischen den beiden Nord-Süd-Gebirgszügen des Phetchabun-Gebirges weiter Richtung Norden. Nach 227 km wird die Hauptstadt Phetchabun durchquert.
28 km weiter liegt auf der rechten Seite der Flughafen Phetchabun. Nach weiteren 20 km biegt sie in Lom Sak, im Landkreis (Amphoe) Lom Sak (อำเภอหล่มสัก), nach links ab. Sie folgt nun der ehemaligen Hauptstraße 203 die der Nationalstraße Nr. 21 zugeschlagen und entsprechend um bezeichnet wurde. Nach 6 km lag auf der linken Seite der ehemalige Flugplatz Sak Long.
In leicht nordwestlicher Richtung geht die 21 weiter bis in den Norden der Provinz Phetchabun, wo sie den Fluss Nam Phung überquert und die Provinz Loei beginnt. Über eine Strecke von etwa 60 km ändert sie langsam ihre Richtung und führt dann ostwärts bis nach Loei. Mit einer Gesamtlänge von etwa 415 km endet sie an der Kreuzung mit der Hauptstraße 201 in der Provinz Hauptstadt.

## Kartenmaterial
- ThinkNet: Road Map of Thailand. MapMagic CD + Paper Map. Multi-Purposes Bilingual Mapping Software, Bangkok, Ausgabe 2008
- Diverse aktuelle Internet-Karten von Thailand